# Pedro Meoqui Mañon
Pedro Meoqui Mañón fue un militar mexicano nacido en la Ciudad de México que se destacó por participación en la guerra de Reforma y por acompañar a Benito Juárez hasta la frontera. Fue muerto en Parral y en su honor el presidente Juárez nombró al pueblo de San Pablo en Chihuahua como La Villa del General Pedro Meoqui Mañon.

## Historia
Nació en agosto de 1838 en la Ciudad de México. Sus padres fueron el Teniente Coronel José Ignacio Meoqui y la Sra. Josefa Mañón, originarios de Guanajuato.
El 8 de enero de 1853 ingresa en la carrera militar, desertando el 5 de julio del mismo año.
El 8 de junio de 1853 el general Antonio López de Santana creó el Batallón de los Supremos Poderes como guardia presidencial. El 26 de septiembre Pedro Meoqui reingresa al ejército como subteniente y prestando sus servicios en el batallón recién creado.
El 13 de marzo de 1854 acompañó a Santana en la operación contra los rebeldes que habían proclamado el plan de Ayutla. El 13 de abril cruzaron el río Omitlán y al día siguiente se trabó combate. El 30 de abril participa en la batalla del Cerro del Peregrino y subsecuentemente en varios encuentros bélicos hasta llegar a Acapulco.
El 12 de mayo le fue conferido el grado de teniente debido a sus servicios. El 18 de abril de 1856 asciende a capitán ayudante de la Guardia de los Supremos Poderes.
El 27 de abril de 1857 se le otorga el grado de Capitán efectivo.
Durante la Guerra de Reforma estuvo del lado del bando conservador y al acabar la guerra fue dado de baja del ejército por su pertenencia al grupo perdedor de la guerra, sin que se haya encontrado fecha de tal degradación.
El 10 de diciembre de 1861 ofrece sus servicios militares a Benito Juárez García, presidente de la república federalista, y es reintegrado al ejército con grado de teniente coronel. Acompañó y escoltó a Juárez en su travesía en el norte de México como comandante del Batallón de los Supremos Poderes.
Debido a sus servicios el 27 de julio de 1865 le fue otorgado el grado de General de Brigada. Ese mismo año se encuadra en la brigada del general Agustín Villagra para participar en la batalla de Parral el 8 de agosto del mismo año.
Cuando el general Meoqui recorría sin escolta una parte de la ciudad fue atacado por dos soldados franceses con los que se batió cuerpo a cuerpo, hiriendo a uno y dando muerte al otro que le había herido con un mazo en el muslo; a consecuencia de esta herida murió dos horas después.

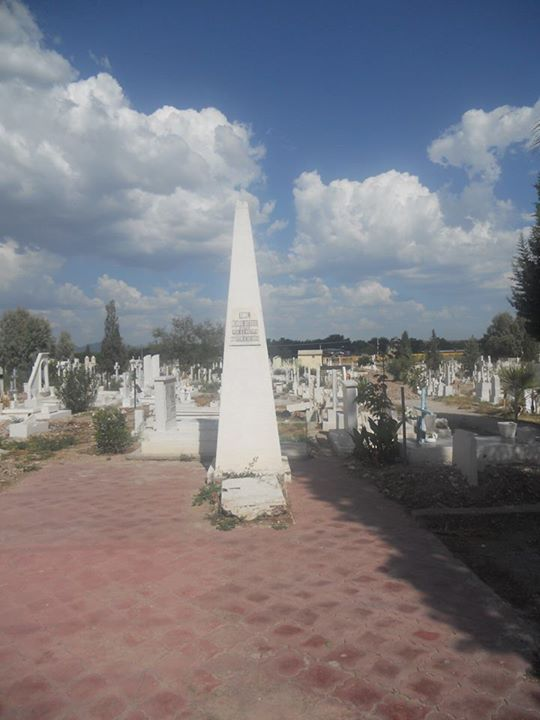
Sepulcro del Gral. Pedro Meoqui en el cementerio municipal y atrás la pirámide egipcia con sus datos.

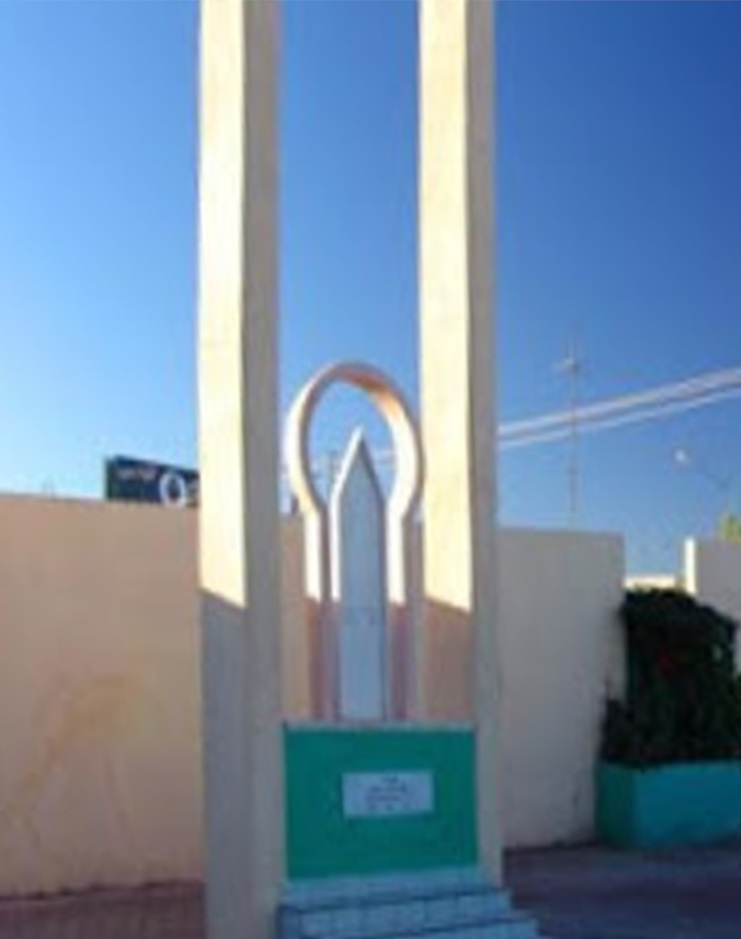
Actual sepulcro místico con los supuestos restos del Gral. Pedro Meoqui en la plaza que lleva su nombre en la ciudad.

Su cuerpo fue sepultado en la parroquia de San José en Parral, Chihuahua y luego que los leales a Juárez dejaron sola la plaza de Parral en manos de franceses se intentó profanar el sepulcro, pero un militar francés de alto rango se los impidió. Al año siguiente, el 11 de diciembre de 1866 Benito Juárez al pasar por el poblado de San Pablo, Chihuahua, le nombra como Villa del General Pedro Meoqui Mañón en honor al militar caído.
En 1966 el congreso del estado eleva a la categoría de Ciudad la Villa de Meoqui y autoriza el traslado de los restos del general Pedro Meoqui de Parral a Ciudad Meoqui. Años después se busca el cuerpo del Gral. Meoqui y se trasladan los supuestos restos al cementerio municipal donde el pueblo le ofrece una lápida de mármol y atrás se le coloca una pirámide egipcia conocida popularmente como "El Chupirul", debido a su forma cónica.
En 1991 se construye la Plaza General Pedro Meoqui a la entrada de la ciudad por lo que son trasladados nuevamente los supuestos restos debajo de dos columnas y una pirámide egipcia frente a un obelisco fálico coronado con una pirámide egipcia.
Por iniciativa del Diputado estatal originario de Ciudad Meoqui, profesor Francisco González Carrasco se hicieron los trámites para que el Congreso del Estado de Chihuahua nombrara al general Meoqui como Benemérito del Estado. El congreso aprobó el decretó el 14 de julio de 2012.
La telenovela El Carruaje, que trata de la historia de Benito Juaréz dedica varios fragmentos a la figura del General Pedro Meoqui, interpretado por el actor Eric del Castillo.
En la ciudad  se nombró una calle en su honor, lo mismo que en la capital del estado. El 11 de diciembre de 2016 a iniciativa del diputado meoquense Jesús Villarreal Macías, el Congreso Estatal sesionó en Meoqui para conmemorar los 50 años de haber sido elevada al rango de ciudad.